# Cuchery
Cuchery település Franciaországban, Marne megyében. Lakosainak száma 414 fő (2022. január 1.). Cuchery La Neuville-aux-Larris, Baslieux-sous-Châtillon, Belval-sous-Châtillon és Cœur-de-la-Vallée községekkel határos.

## Népesség
A település népességének változása:
| Lakosok száma | 345  | 341  | 336  | 372  | 425  | 406  | 405  | 408  | 409  | 414  |
|               | 1968 | 1982 | 1990 | 2006 | 2013 | 2015 | 2017 | 2019 | 2020 | 2022 |